# علي أباد تشاهه بلاغ (فراغة)
علي أباد تشاهه بلاغ (بالفارسية: علی‌آباد چاه بلاغ) هي قرية تقع في إيران في قسم فراغة الريفي.